# Abdel Rahman Sule
Abdel Rahman Sule war ein Politiker im Süden des Sudan. Er war einer der Gründer der Liberal Party, die 1953 offiziell als „Southern Party“ registriert wurde und sich zur wichtigsten Partei im Süden des Sudan entwickelte in den Jahren unmittelbar vor und nach der Unabhängigkeit 1956.

## Leben
Abdel Rahman Sule gehörte zum Volk der Bari.
Er war ursprünglich Bauer und Händler und Sohn eines traditionellen Häuptlings.
Sule erzählte von seiner Kindheit:

„Die Effendis, die durch unser Dorf kamen, um Elefanten zu töten, waren Muslime. Ich habe immer gesehen, was diese Leute taten. So wurde ich Muslim. 1927 wurde ich mit Waffen aus Äthiopien erwischt. Zu diesem Zeitpunkt war ich bereits Moslim. Aber ich war mir meines Afrikanischseins sehr bewusst. Als ich als Kind spätmorgens von meinem Vater geweckt wurde, sagte er: „Wenn es in den Tagen der Ansars gewesen wäre, hätten sie dich entführt.“ Mein Vater hat mich immer früh geweckt, damit ich in seinen Worten nicht von den Ansars entführt werde.“

Sule stand in den 1940er und 1950er Jahren an der Spitze der proföderalistischen Politik. Sule, Stanislaus Paysama und Buth Diu gründeten 1951 das Southern Sudanese Political Movement mit dem Ziel volle Unabhängigkeit für den Sudan zu erwirken und eine spezielle Lösung für den Süden des Sudan zu finden. Die Südstaatler waren von der Vereinbarung über politische Parteien mit den britischen Kolonialbehörden ausgeschlossen, registrierten jedoch 1953 die Southern Party, die später in Liberal Party umbenannt wurde. Die Partei wurde von fast allen Intellektuellen des Südens und der Mehrheit der Bevölkerung des Südens unterstützt. Obwohl auch für Nordstaatler offen, schloss sich keiner an.
Die neue Partei wurde von Benjamin Lwoki geführt und wurde von Abdel Rahman Sule und Fahal Ukanda finanziert, beide waren Muslime.
Sule war bekannt als „Patron“ der Partei.
Sules Zweig der Southern Party in Juba war besonders aktiv in der Rekrutierung zukünftiger Politiker des Südens.
Nach dem militärischen Crack-down 1960 ging Sule ins Exil und half, die Widerstandsbewegung im Südsudan aus dem Ausland zu unterstützen.